# Stefan Nilsson (Komponist)
Stefan Nilsson (* 27. Juli 1955 in Övertorneå; † 25. Mai 2023 in Saltsjöbadens församling, Stockholms län) war ein schwedischer Komponist und Pianist, der vor allem für seine Filmmusiken bekannt wurde.

## Leben und Wirken
Nilsson studierte Klavier und Komposition in Framnäs und Stockholm. Er arbeitete als Musiker, insbesondere als Klavierbegleiter für verschiedene Künstler, darunter Anne Sofie von Otter und Elvis Costello. Des Weiteren war er Gründungsmitglied der Jazz-Rock-Gruppe Kornet und arbeitete mit Georg Wadenius, Gary Boyle, Georg Riedel und Tommy Körberg. 
Internationale Bekanntheit erlangte Nilsson jedoch vor allem durch seine Kompositionen für Filme, die ihm sogar eine Nominierung für den Europäischen Filmpreis einbrachte. Die von Nilsson komponierte Musik zum Oscarnominierten Kinofilm Wie im Himmel war im Jahre 2005 eine von sechs Nominierungen in der Kategorie Beste Filmmusik.

## Werke
Nilsson schrieb neben der Filmmusik zu Wie im Himmel auch die Soundtracks zu neun Kommissar Van Veeteren-Filmen (nach den Romanen von Håkan Nesser), zu einigen Folgen der Serie Kommissar Beck und anderen Verfilmungen von Werken des schwedischen Autorenduos Maj Sjöwall und Per Wahlöö. Bekannt wurden auch die Filme Die besten Absichten und Pelle, der Eroberer von Bille August, letzterer erhielt 1989 den Oscar als bester fremdsprachiger Film, nachdem er im Vorjahr bereits die Goldene Palme für den besten Film erhalten hatte.
2005 komponierte Nilsson erstmals eine Ballettmusik für ein Pippi-Langstrumpf-Ballet an der Königlichen Oper Stockholm. Auch als Opernkomponist war Nilsson mit der Oper Drakdödaren (deutsch: Drachentöter) tätig.

## Auszeichnung
Im Jahre 1998 erhielt Stefan Nilsson für „Musik, die sowohl große Filmepen als auch Komödien bereichert“, den Guldbagge-Preis.

## Filmografie (Auswahl)
- 1981: Sally und die Freiheit (Sally och friheten)
- 1984: Inside Man – Der Mann aus der Kälte (Slagskämpen)
- 1986: Der Weg der Schlange auf dem Felsen (Ormens väg på hälleberget)
- 1987: Pelle, der Eroberer (Pelle Erobreren)
- 1991: Die besten Absichten (Den goda viljan)
- 1992: Lotta aus der Krachmacherstraße (Lotta på Bråkmakargatan)
- 1993: Alarm in Sköldgatan (Brandbilen som försvann)
- 1993: Der Mann auf dem Balkon (Mannen på balkongen)
- 1993: Die Tote im Göta-Kanal (Roseanna)
- 1993: Lotta zieht um (Lotta 2 – Lotta flyttar hemifrån)
- 1993: Und die Großen läßt man (Polis polis potatismos)
- 1994: Der Polizistenmörder (Polismördaren)
- 1995: Lotta (Lotta på Bråkmakargatan)
- 1994: Kommissar Beck – Verschlossen und versiegelt (Stockholm Marathon)
- 1996: Jerusalem (Jerusalem)
- 2000: Håkan Nesser – Das grobmaschige Netz (Det grovmaskiga nätet)
- 2001: Håkan Nesser – Das falsche Urteil (Återkomsten)
- 2003: Kim und die Wölfe (Ulvesommer)
- 2004: Wie im Himmel (Så som i himmelen)
- 2005: Håkan Nesser – Das vierte Opfer (Borkmanns punkt)
- 2005: Håkan Nesser – Der unglückliche Mörder (Carambole)
- 2005: Håkan Nesser – Münsters Fall (Münsters fall)
- 2005: Kim Novak badete nie im See von Genezareth (Kim Novak badade aldrig i Genesarets sjö)
- 2006: Håkan Nesser – Die Schwalbe, die Katze, die Rose und der Tod (Svalan, katten, rosen, döden)
- 2006: Håkan Nesser – Moreno und das Schweigen (Moreno & tystnaden)
- 2006: Håkan Nesser – Van Veeterens schwerster Fall (Fallet G)
- 2009: Deliver Us From Evil (Fri os fra det onde)
- 2010: Unter die Haut – Gefährliche Begierde (Kvinden der drømte om en mand)
- 2012: Marie Krøyer